# Kebumen (Sumberejo)
Kebumen is een bestuurslaag in het regentschap Tanggamus van de provincie Lampung, Indonesië. Kebumen telt 1694 inwoners (volkstelling 2010).